# USA-242
USA-242 (GPS 2F-4, GPS 2F SV, Navstar 66, Vega) — четвёртый американский геостационарный навигационный спутник новой орбитальной группировки спутников серии GPS-2F (Navstar-2F) в рамках система глобального позиционирования GPS.  Новые возможности спутников класса Block 2F позволят улучшить качество навигации за счёт более точных атомных часов и увеличат надёжность L5 сигнала для коммерческой авиации. 2F спутники также имеют повышенные характеристики для военного применения, например, улучшенную защиту от средств радиоэлектронной борьбы.
Космический аппарат разработанный компанией Boeing и запущен компанией United Launch Alliance 15 мая 2013 года с космодрома на мысе Канаверал при помощи ракеты-носителя Атлас-5 401.

## Конструкция
Серия спутником Block 2F – это пятое поколение GPS-спутников с улучшенной синхронизацией, устойчивым к помехам военным сигналом и более мощным гражданским сигналом в сравнении со спутниками предыдущих поколений. GPS-2F4 (Navstar-2F4) рассчитан на 12—15 лет работы на орбите и оснащен перепрограммируемым процессором, поддерживающим программные загрузки.
Каждый спутник серии GPS-2F (или GPS IIF) обеспечивает следующие преимущества:
- улучшена навигационная точность за счёт улучшения технологии атомных часов;
- доступен новый гражданский сигнал L5 (Сигнал L5 является третьим гражданским сигналом, который будет транслироваться в радиодиапазоне исключительно для служб безопасности авиации);
- использование перепрограммируемого процессора, который может получать программные обновления для улучшения работы системы;
- увеличена мощность и помехозащищённость военного сигнала для работы в агрессивных средах;
- увеличен срок функционирования спутника до 12 лет, что позволит снизить эксплуатационные расходы на систему в целом.

Характеристики спутника:
- Срок функционирования – 12-15 лет;
- Масса – 1630 кг;
- Орбита - 20200 км × 20200 км, 55.0°.

## Предназначение
Спутник USA-242 станет четвёртым спутником в серии 2F, имеющей повышенную точность, улучшенные атомные часы, более качественный модуль противодействия зашумлению эфира и большую продолжительность функционирования. Точность сигнала GPS 2F в два раза превосходит показатель более ранних навигационных спутников. Кроме того, он имеет переменную мощность, что позволяет повысить защищённость от помех в условиях подавления сигнала при боевых действиях. По данным экспертов, в Систему глобального позиционирования США входят около 30 функционирующих спутников.

## Запуск
Спутник USA-242 был запущен компанией United Launch Alliance 15 мая 2013 года со стартовой площадки SLC-41 космодрома на мысе Канаверал при помощи ракеты-носителя Атлас-5 401. Спутник был помещен в специальную капсулу в верхней части носителя, в первой ступени которого установлен российский ракетный двигатель РД-180, разработки НПО «Энергомаш». Через 3 часа, 23 минуты и 52,8 секунд после старта произошло отделение верхней ступени с полезной нагрузкой.
Окончательное положение спутник USA-242 занял 29 мая 2013 года. Он пришёл на замену более старому спутнику SVN-33 серии Block 2A, который действовал на протяжении 17 лет.